# Beata Virgen María del Monte Carmelo en Mostacciano (título cardenalicio)
Beata Virgen María del Monte Carmelo en Mostacciano es un título cardenalicio de la Iglesia Católica. Fue instituido por el papa Juan Pablo II en 1988.

## Titulares
- John Baptist Wu (28 de junio de 1988 - 23 de septiembre de 2003)
- Anthony Olubunmi Okogie (21 de octubre de 2003)